# Gul stiftlav
Gul stiftlav (Pertusaria flavocorallina) är en lavart som beskrevs av Brian John Coppins och Lars-Erik Muhr.
Gul stiftlav ingår i släktet Pertusaria och familjen Pertusariaceae. Arten är reproducerande i Sverige.